# Joseph Orbeli

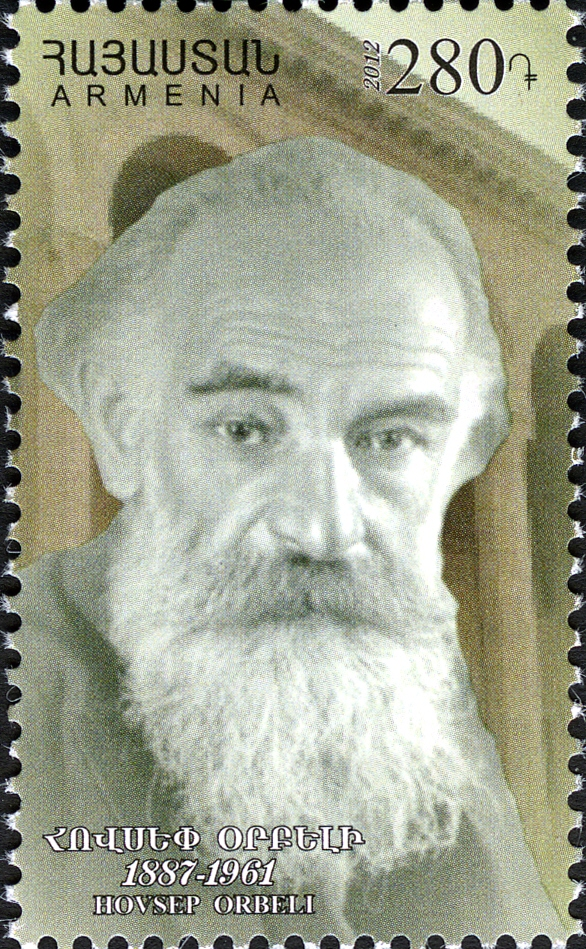
Orbeli auf einer armenischen Briefmarke (2012)

Joseph Orbeli (armenisch Հովսեփ Օրբելի, Howsep Orbeli; russisch Иосиф Абгарович Орбели Iossif Abgarowitsch Orbeli; * 8. Märzjul. / 20. März 1887greg. in Kutaissi, Russisches Kaiserreich; † 2. Februar 1961 in Leningrad) war ein sowjetisch-armenischer Orientalist und Direktor des Kunstmuseums Eremitage von 1934 bis 1951.

## Leben
Der Sohn einer alten armenischen Adelsfamilie wuchs mit seinem älteren Bruder Leon Orbeli bei Sankt Petersburg auf. 1914 wurde er dort Universitätsprofessor. Orbeli beschäftigte sich vor allem mit der Geschichte des Südkaukasus im Mittelalter und unternahm Ausgrabungen in Ani und Bagaran. Zusammen mit Nikolai Marr unternahm er Ausgrabungen in Toprakkale bei Van. Als Direktor der Eremitage baute er die orientalischen Sammlungen aus und steuerte das Kunstmuseum durch die schwierige Zeit des Stalinismus. Ihm folgte im Amt als Museumsdirektor Michail Artamonow. Orbeli begründete 1943 die Armenische Akademie der Wissenschaften und war bis 1947 ihr erster Präsident. In den Nürnberger Prozessen trat er am 65. Tag als Zeuge für die Zerstörungen der Schlösser um Leningrad (Katharinenpalast in Puschkin, Peterhof) auf.
Joseph Orbeli wurde auf dem Bogoslowskoje-Friedhof in Leningrad begraben.

## Schriften
- Н. Я. Марр, И. А. Орбели, Археологическая экспедиция 1916 года в Ван. Петроград 1922.